# Holenderska choroba wiązu

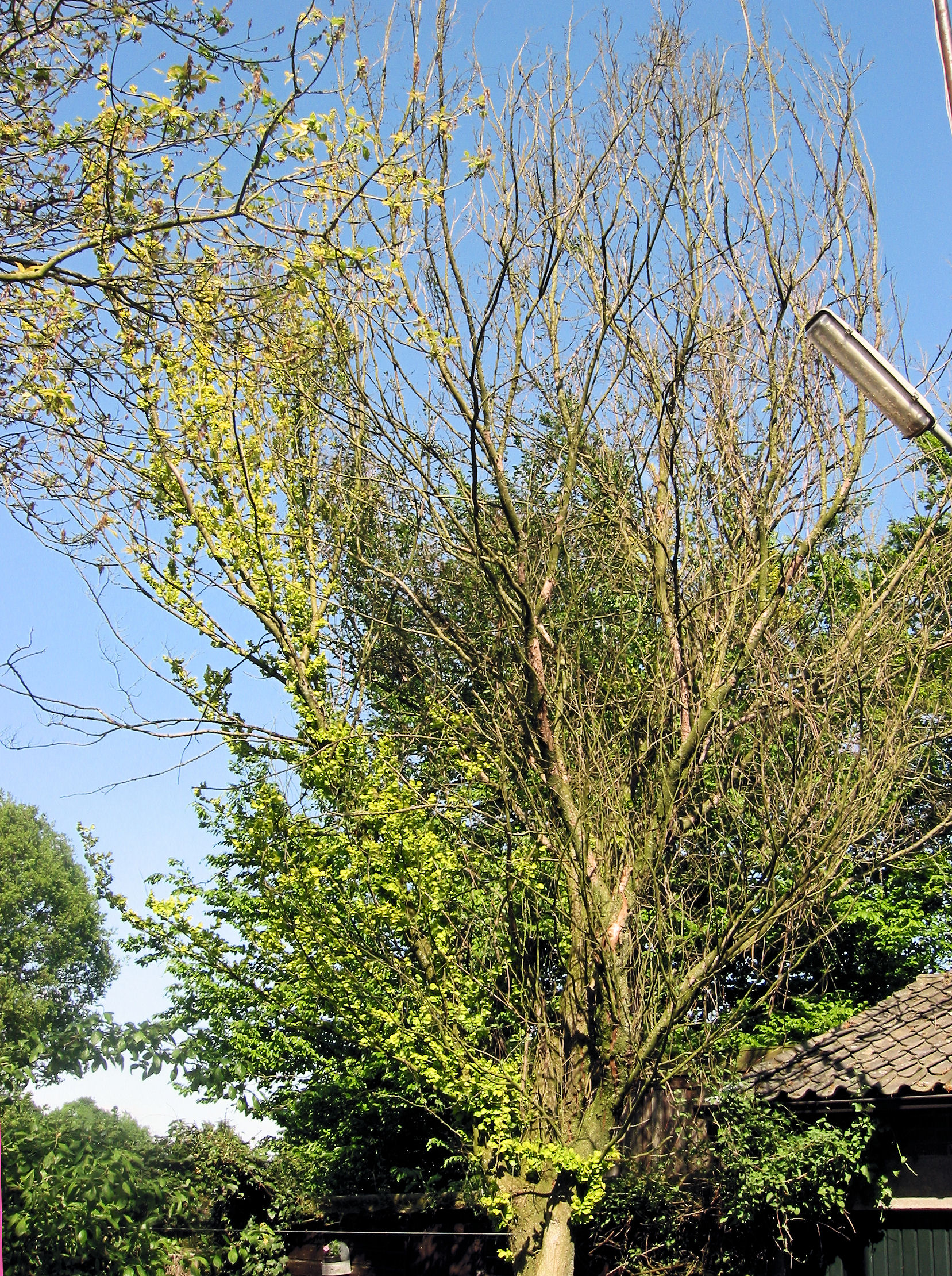
Wiąz porażony przez Ophiostoma ulmi

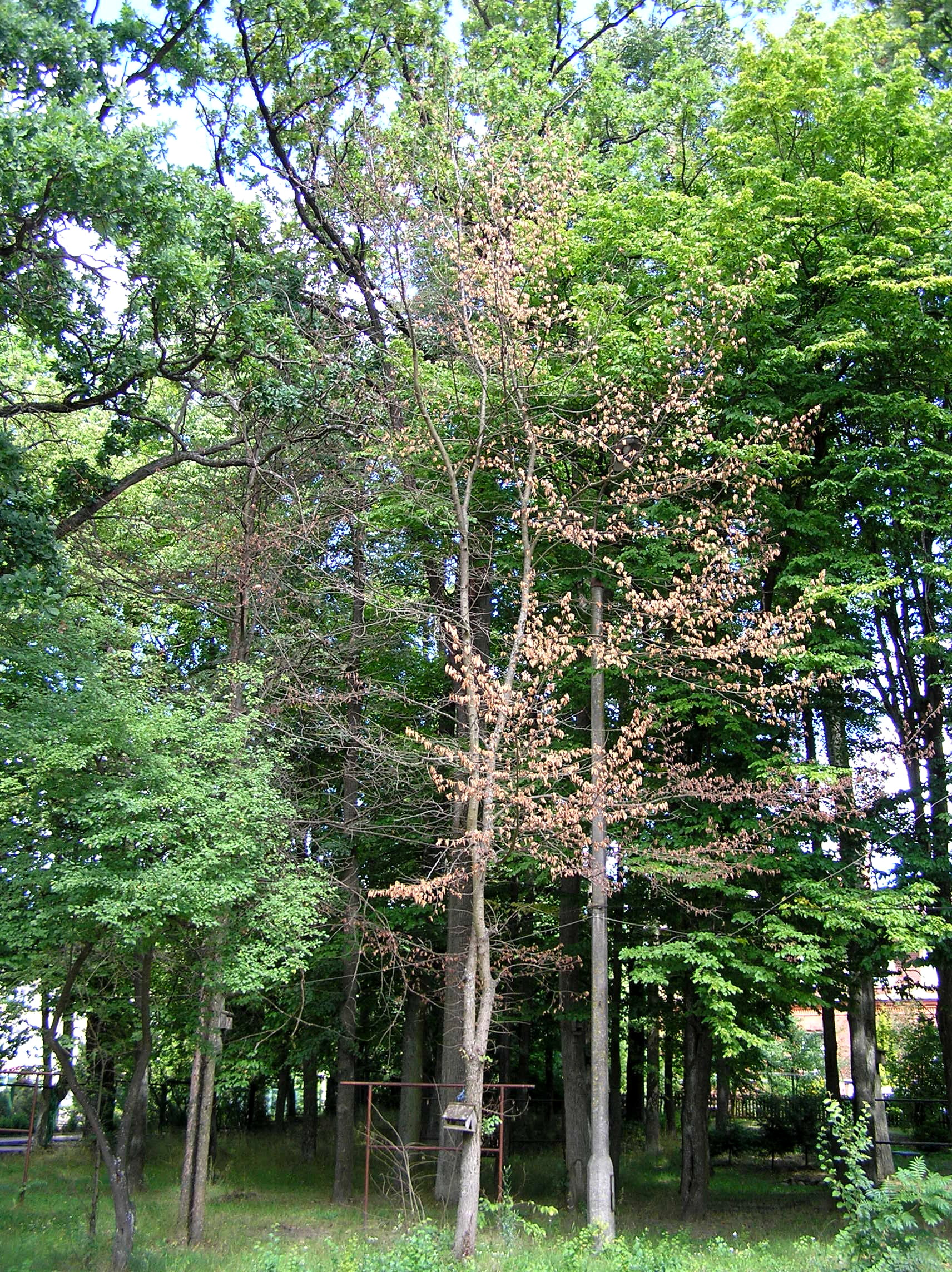
Obumarły wiąz z brunatnymi liśćmi

Holenderska choroba wiązu, naczyniowa choroba wiązu, grafioza wiązu – choroba wiązów wywoływana przez gatunki grzybów:  Ophiostoma ulmi, Ophiostoma himal-ulmi i ich hybrydę: Ophiostoma novo-ulmi. Nazwa choroby pochodzi od miejsca pierwszej identyfikacji choroby w 1920 roku, która miała miejsce właśnie w Holandii. 

## Występowanie i szkodliwość
Grzyb Ophiostoma ulmi rozprzestrzenił się w Europie po 1910 roku, do Wielkiej Brytanii trafił w 1927 roku, do Ameryki Północnej wraz z przywożonym z drewnem w 1928 roku. Ophiostoma himal-ulmi jest gatunkiem endemicznym dla zachodnich Himalajów. Ostatni ze sprawców, najgroźniejszy Ophiostoma novo-ulmi, został opisany w 1940 roku i odnotowywany był od końca lat 60. XX wieku w zniszczonych drzewostanach wiązowych obu kontynentów. Pochodzenie O. novo-ulmi jest nieznane, istnieje jednak hipoteza, że jest hybrydą pomiędzy O. ulmi i O. himal-ulmi, która pojawiła się w Chinach.
Choroba ma duże znaczenie gospodarcze, głównie w zadrzewieniach miejskich, parkowych i przydrożnych. Powoduje początkowo zamieranie gałęzi a później całych drzew. Najbardziej narażone są drzewa sadzone przy drogach i w miastach, w mniejszym stopniu drzewa w lasach.  Najbardziej podatny jest wiąz polny, ale choroba występuje na wszystkich gatunkach wiązów.

## Objawy
Pierwsze objawy widoczne są już w maju. Charakterystyczne jest więdnięcie najmłodszych liści i pędów oraz zamieranie gałęzi, konarów postępujące od wierzchołka drzewa w dół. Zamarłe liście blakną, brunatnieją i przez długi czas utrzymują się na drzewie. Na silnie porażonych drzewach w krótkim czasie nagle więdną całe gałęzie. Bezpośrednią przyczyną więdnięcia i obumierania jest przerwanie przepływu wody w naczyniach przez wcistki i substancje gumowe zatykające naczynia. Choroba zazwyczaj w ciągu roku lub dwóch lat doprowadza do śmierci drzewa, ale może także trwać kilka, a nawet kilkanaście lat. Na takich chorujących wiązach stopniowo odpadają obumarłe gałęzie, inne zasychają, a ich końce zakrzywiają się. Drzewa słabną i w końcu obumierają. Na przekroju porażonych gałęzi widoczne są brunatne przebarwienia najmłodszych naczyń; na przekroju poprzecznym w postaci plamek, na przekroju podłużnym w postaci smug. 

## Epidemiologia
Choroba rozprzestrzenia się z pomocą chrząszczy z rodziny ryjkowcowatych, podrodziny korników (Scolytinae): Hylurgopinus rufipes, ogłodka wielorzędowego (Scolytus multistriatus), ogłodka wiązowca (Scolytus scolytus). Żerują one pod korą osłabionych wiązów oraz ich ściętych pni, tworząc tam korytarze. W korytarzach tych znajdują się zarodniki grzyba. Gdy chrząszcze przenoszą się na młode gałązki lub rozwidlenia pędów, przenoszą zarodniki grzyba. Krążące w naczyniach drzewa soki roślinne roznoszą zarodniki po całym drzewie. Rozwijająca się z nich grzybnia początkowo rozwija się w naczyniach, później rozprzestrzenia się na pozostałe tkanki, wytwarzając przy tym bardzo liczne zarodniki konidialne. Są one śluzowate i przyklejają się do ciała chrząszczy, które roznoszą je na następne wiązy.

## Ochrona
Zwalczanie choroby jest trudne. Zasadnicze znaczenie w zapobieganiu jej rozprzestrzeniania się ma zwalczanie ogłodków roznoszących tę chorobę. W tym celu należy:
- usuwać z otoczenia wiązów wszystkie martwe drzewa wiązów, a pniaki po ich wycięciu okorowywać. Należy usuwać także wszelkie pnie i gałęzie wiązów. Należy tego dokonać przed 15 kwietnia, czyli okresem wylotu ogłodków spod kory
- w lasach w kwietniu i w końcu lipca można wykładać nieokorowane pnie wiązów jako pułapki na ogłodki. Gdy zostaną przez ogłodki zasiedlone, pnie należy zniszczyć wraz z ogłodkami
- wskazana jest uprawa gatunków i odmian odpornych. Duża odporność wykazuje np. wiąz syberyjski (Ulmus pumilla) oraz niektóre mieszańce Ulmus × hollandica

Ochronę chemiczną stosuje się wyjątkowo, tylko dla ochrony cennych wiązów parkowych. Opryskuje się je w marcu, przy temperaturze powyżej 0° C.